# Antonin Causse
Pour les articles homonymes, voir Causse (homonymie).
Antonin Causse, né le 1er mai 1877 à Albias (Tarn-et-Garonne) et mort le 2 juillet 1947 à Strasbourg, est pasteur, théologien, professeur d'Ancien Testament et d'histoire des religions à la faculté de théologie protestante de Strasbourg. Il est cofondateur de la Revue d'histoire et de philosophie religieuses.

## Parcours
Antonin Causse fait ses études de théologie à la faculté de théologie protestante de Montauban et soutient en 1900 une thèse pour l'obtention du grade de bachelier en théologie, intitulée Le socialisme des prophètes.
Il prépare une thèse de licence à Montauban, qu'il soutient en 1908, intitulée L’Évolution de l'espérance messianique dans le christianisme primitif. Il est pasteur à Segonzac (1913-1919), puis soutient une thèse de doctorat de théologie à l'université de Genève, en 1913, Les prophètes d'Israël et les religions de l'Orient : Essai sur les origines du monothéisme universaliste, préparée à l'université de Genève.
Il est nommé professeur d'Ancien Testament et d'histoire des religions à la faculté de théologie protestante de Strasbourg en 1919. Ses recherches s'inscrivent dans le fil des découvertes récentes en histoire des religions. Il est principalement influencé par les recherches historico-critiques et de l'école sociologique française, et les conceptualisations  du sociologue Max Weber. Il publie notamment Du groupe ethnique à la communauté religieuse : le problème sociologique de la religion d'Israël, en 1937. 

## Création de laRevue d'histoire et de philosophie religieuses
En 1920, Antonin Causse impulse la création, avec Charles Hauter, de la Revue d'histoire et de philosophie religieuses dont il devient directeur. Au lendemain de la Première Guerre mondiale et du rattachement de l'Alsace à la France, la revue est créée dans la perspective de renforcer le rayonnement scientifique de l'université de Strasbourg. Elle prend la suite de la Revue de théologie et de philosophie chrétienne ou Revue de Strasbourg, revue fondée par le théologien Timothée Colani et disparue en 1869, et des Annales de bibliographie théologique qu'elle absorbe.
Le premier numéro paraît en 1921. Le comité de la revue comprend, outre Charles Hauter et Antonin Causse plusieurs enseignants de la faculté de théologie de Strasbourg Paul Lobstein, Eugène Ehrhardt, Guillaume Baldensperger, Paul Sabatier et Fernand Ménégoz, mais le comité s'élargit dès l'année suivante et fait appel à des personnalités scientifiques d'autres universités françaises et internationales. La mort d'Antonin Causse, en 1947, oblige la revue à des remaniements : Charles Hauter, lui-même devenu doyen de la faculté de théologie strasbourgeoise, remplace Antonin Causse à la direction de la revue par Jean Héring, et Roger Mehl devient rédacteur en chef.

## Distinctions
Il est officier de l'instruction publique.
Il est élu membre correspondant à Strasbourg de l'Académie des inscriptions et belles-lettres le 4 décembre 1942.

## Rayonnement
À la faculté de théologie de Strasbourg, Antonin Causse, était, semble-t-il, un « personnage » haut en couleur, comme en témoignent nombre d'articles, citations (« Perles caussiques ») et caricatures d'étudiants du début des années 1930.

Le professeur Causse vu par ses étudiants.
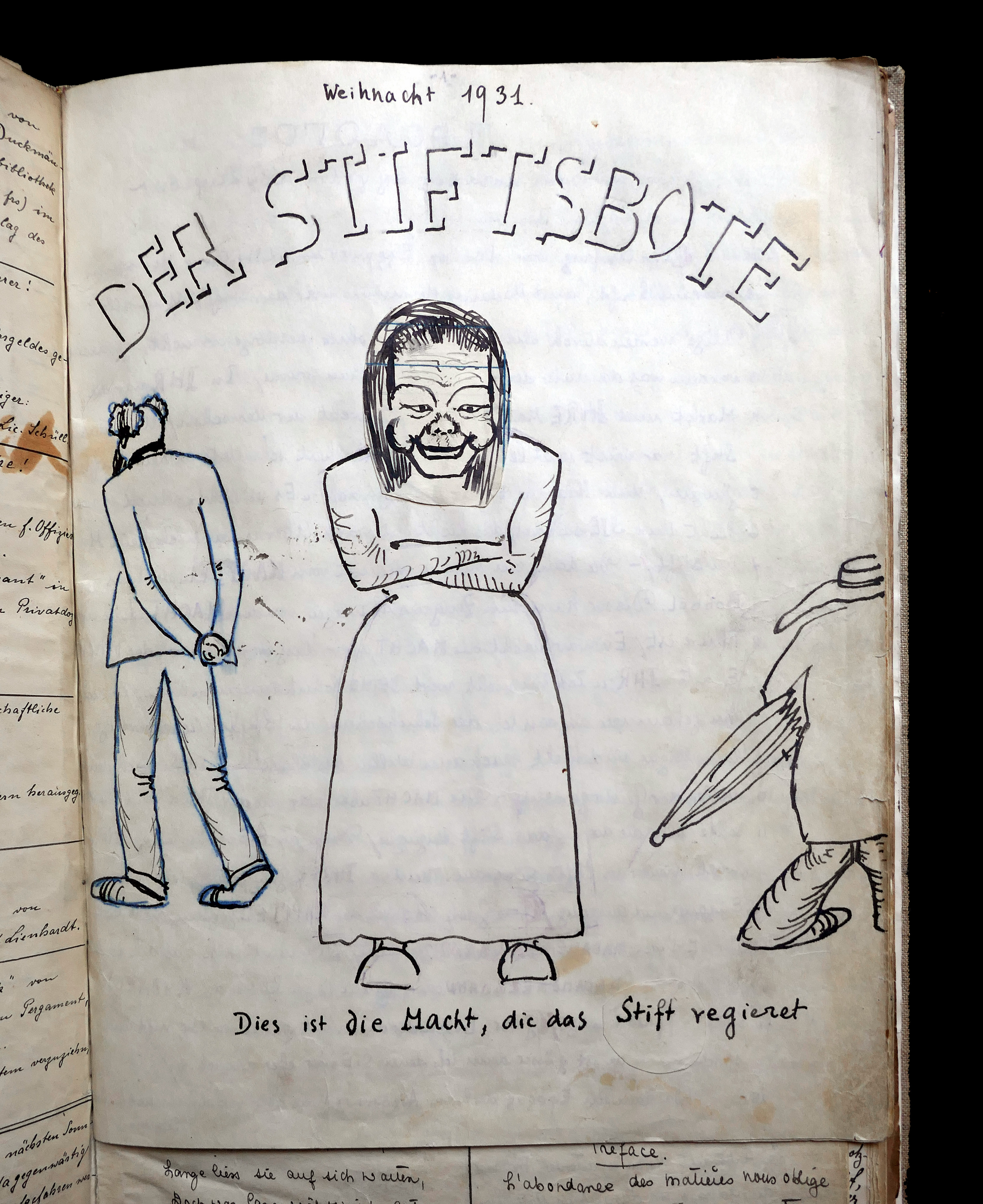
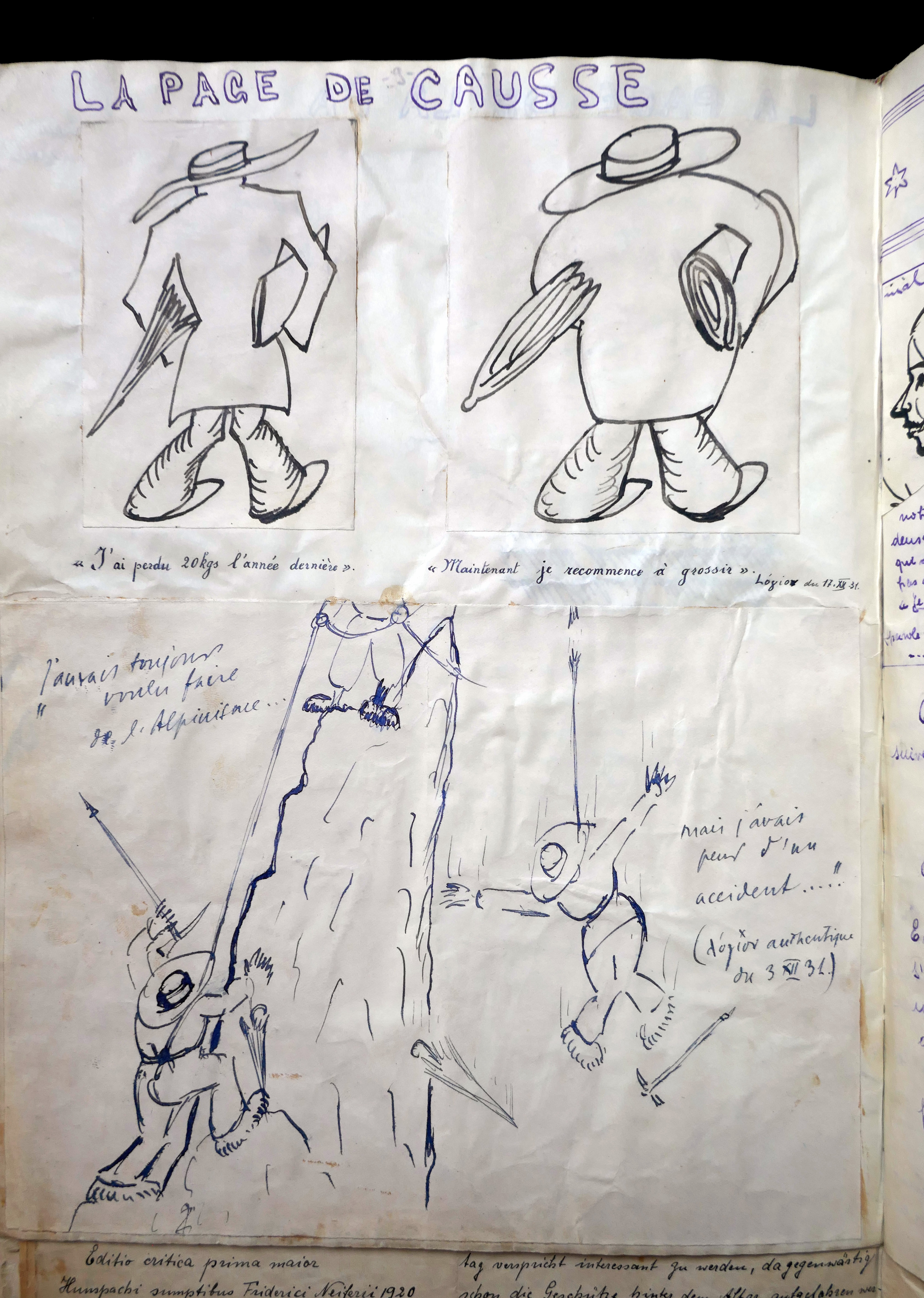
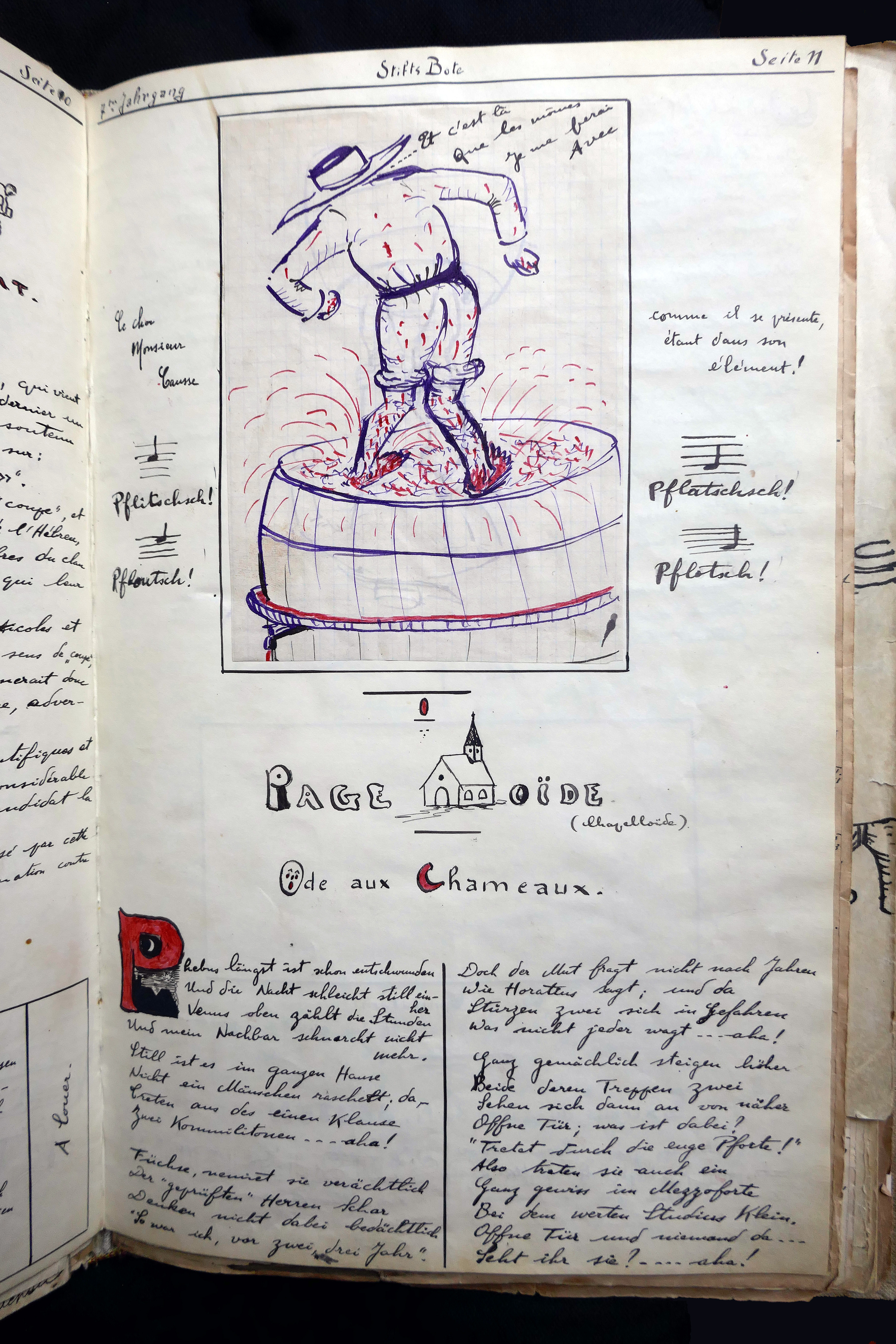
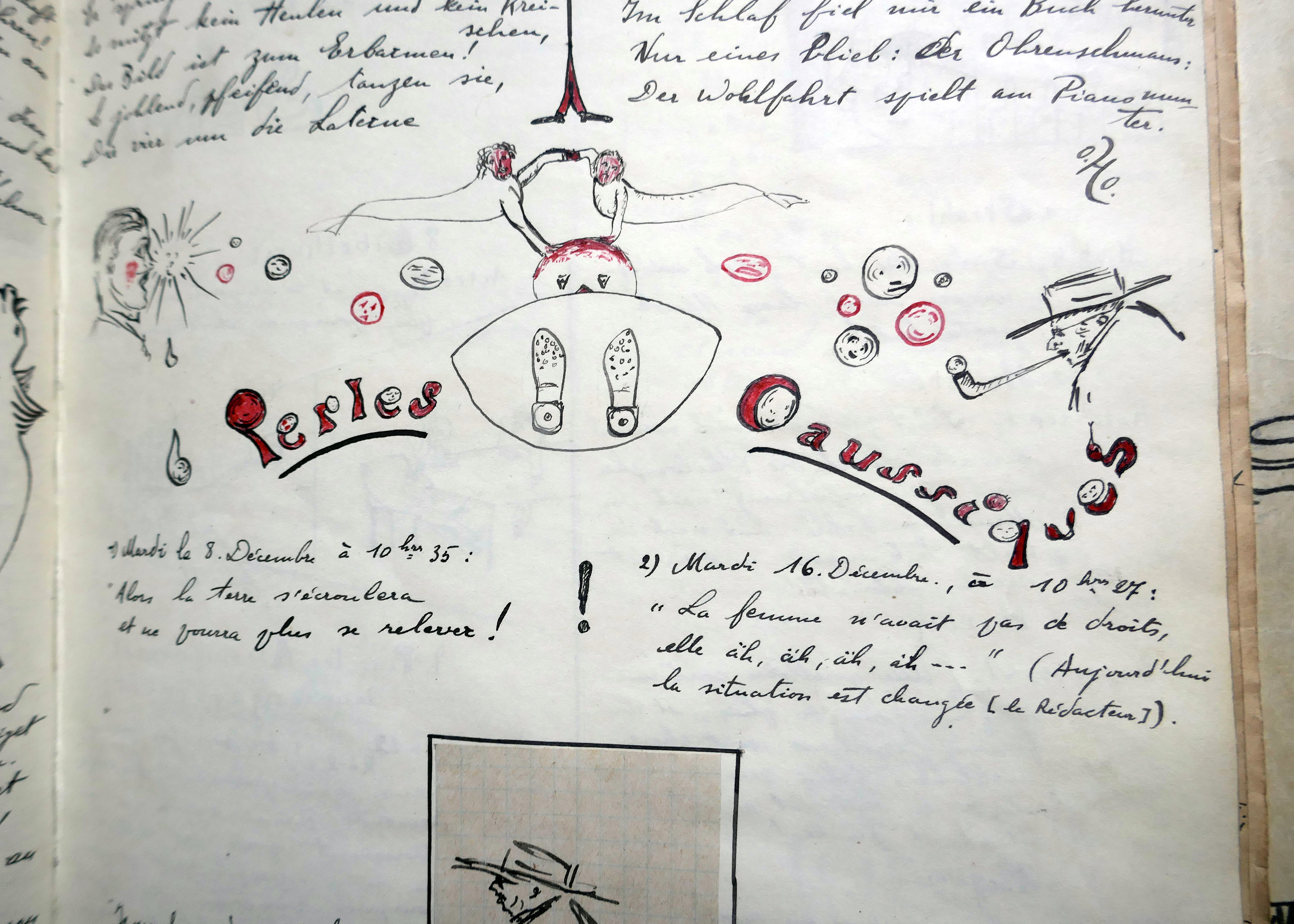

### Publications
- Le socialisme des prophètes, Montauban, Orphelins imprimeurs, 1900.
- L'Évolution de l'espérance messianique dans le christianisme primitif, Paris, Fischbacher, 1908.
- Les prophètes d'Israël et les religions de l'Orient. Essai sur les origines du monothéisme universaliste, Paris, E. Nourry, 1913.
- Les prophètes contre la civilisation, Alençon, A. Coueslant, 1913.
- Essai sur le conflit du christianisme primitif et de la civilisation, Paris, E. Leroux, 1920.
- Les « pauvres d’Israël » (prophètes, psalmistes, messianistes), Strasbourg, Librairie Istra, 1922.
- Israël et la vision de l'humanité, Strasbourg, Istra, 1924.
- Les plus vieux chants de la Bible, Paris, F. Alcan, 1926.
- Les dispersés d'Israël : les origines de la diaspora et son rôle dans la formation du judaïsme, Paris, F. Alcan, 1929.
- Du groupe ethnique à la communauté religieuse : le problème sociologique de la religion d'Israël, Paris, F. Alcan, 1937.